# Lista de instruções
Lista de Instruções, do inglês, Instruction List (IL), é uma das 5 linguagens amparadas pela norma IEC 61131-3, e é designada para programação de CLPs. Se assemelha ao assembly, pois define mneumônicos, como é feito na mesma. Ideal para programas com poucas quebras no fluxo de execução, para resolução de problemas pequenos e, consequentemente, adequadas para CLPs de mesmo porte. As funções e variáveis são padronizadas todas de acordo com a norma em que está contida, fazendo com que mais que uma linguagem possa ser usada num mesmo programa.

## Estrutura
A estrutura da linguagem, como o assembly, utiliza um acumulador para armazenar os resultados parciais durante a execução. Possui comandos load e store. Todas as instruções usam como base o acumulador, ou utilizam ou modificam um registro de valor no mesmo. Operações algébricas entre o valor atual e o operando são definidas pelo operador. O resultado é armazenado no próprio acumulador.
Algumas regras para a estruturação de um programa em IL devem ser seguidas:
·        Cada instrução deve começar numa nova linha;
·        Toda instrução pode ser precedida de um rótulo, seguido de dois pontos “:”;
·        O operador pode incluir um modificador;
·        Comentários devem ficar no final da linha, ou em linhas sem instruções;
·        O programa pode conter linhas em branco.

### VANTAGENS E DESVANTAGENS

#### Vantagens
·        Interação entre a linguagem e o código assembly do CLP;
·        Documentação mais compacta que a equivalente com relés.

#### Desvantagens
·        Necessidade de noção de programação assembly;
·        Necessidade de familiarização do operador com álgebra booleana;
·        Difícil de alterar o código já implementado.

### RÓTULO (ETIQUETA)
Em IL, rótulos podem ser utilizados como saltos entre as instruções. Na estrutura do programa, um rótulo pode ser definido como um nome seguido do caractere “:” ou pode ser colocado em uma linha que não contenha nenhuma instrução.
Um programa não pode conter dois rótulos com nomes iguais. O nome dado a um rótulo não deve conter mais de 16 caracteres de cumprimento, sendo que o primeiro caractere deve ser obrigatoriamente uma letra e que os demais caracteres podem ser letras, números ou símbolo “_” (sublinhado). 

### OPERADORES E MODIFICADORES
A tabela 1 apresenta os principais operandos e modificadores da linguagem lista de instruções.
| Operador | Modificador | Operando       | Descrição/Significado                                                 |
| LD       | N           |                | Carrega o operando para o acumulador                                  |
| ST       | N           |                | Armazena o conteúdo do acumulador no local especificado pelo operando |
| S        |             | BOOL           | Valor do operando = 1                                                 |
| R        |             | BOOL           | Valor do operando = 0                                                 |
| AND      | N, (        |                | Função booleana AND                                                   |
| &        | N, (        |                | Função booleana AND                                                   |
| OR       | N, (        |                | Função booleana OR                                                    |
| XOR      | N, (        |                | Função booleana XOR                                                   |
| ADD      |             |                | Soma                                                                  |
| SUB      |             |                | Subtração                                                             |
| MUL      |             |                | Multiplicação                                                         |
| DIV      |             |                | Divisão                                                               |
| GT       | (           |                | Comparação: Maior que (Greater than - >)                              |
| GE       | (           |                | Comparação: Maior ou igual que (Greater or Equal - >=)                |
| EQ       | (           |                | Comparação: Igual a (Equal to - =)                                    |
| NE       | (           |                | Comparação: Diferente de (Not Equal - !=)                             |
| LT       | (           |                | Comparação: Menor que (Less Than - <)                                 |
| LE       | (           |                | Comparação: Menor ou igual que (Less or Equal - <=)                   |
| JMP      | C, N        | Nome do Rótulo | Desvia para o Rótulo “Nome_do_Rotulo                                  |
| CAL      | C, N        | Nome da Função | Executa um bloco de funções                                           |
| RET      | C, N        |                | Retorna de uma função ou bloco de funções                             |

Tabela 1: Principais Operadores da lingugagem LI

### Modificadores
Em LI, os modificadores devem ser colocados após o nome da instrução, sem caractere separador. São permitidos três tipos de modificadores, sendo eles:
·        C: Operação condicional;
·        N: Inversão lógica do operando;
·        (: Operação adiada;
O modificador “C” faz com que a instrução seja executada apenas se o conteúdo atual do acumulador possuir um valor lógico diferente de zero. Já o modificador “N” indica que o operando deve ser invertido antes de ser utilizado pela instrução. O modificador “(“, por sua vez, adia a execução da instrução até que seja encontrado o caractere “)” mais próximo no bloco de instruções.

### Operadores
A seguir é apresentado um resumo dos operadores mais comuns na linguagem LI, suas operações e alguns exemplos.
5.2.1 – Operador LD
O operador LD, mnemônico do inglês “LOAD”, carrega um valor para o acumulador e deve ter como operando uma expressão constante.
5.2.2 – Operador ST
O operador ST, mnemônico do inglês “STORE”, carrega transfere o valor de um acumulador para uma variável e deve ter como operando uma variável interna ou de usuário.

#### Exemplo 1
Implemente um programa na linguagem Lista de instruções (LI) que acenda a lâmpada L sempre que a chave CH fechar e compare com um programa em Ladder.

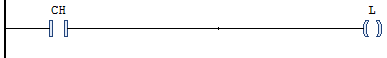
Figura 1: Solução Exemplo 1

Solução:
Lista de Instruções:
LD                             CH
ST                              L
Ladder:

#### Exemplo 2
Implemente a função lógica L=I1.I2.I3 em diagrama Ladder e em Lista de Instruções.

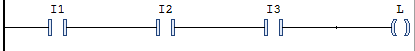
Figura 2: Solução Exemplo 2

Solução:
Lista de Instruções:
LD                             I1
AND                          I2
AND                          I3
ST                               L
Ladder:

#### Exemplo 3
Implemente a função lógica L=I1+I2+I3 em diagrama Ladder e em Lista de Instruções.

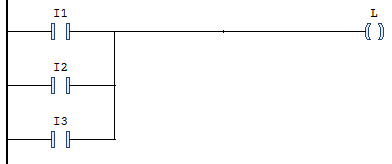
Figura 3: Solução Exemplo 3

Solução:
Lista de Instruções:
LD                              I1
OR                              I2
OR                              I3
ST                               L
Ladder:

#### Operador S
O operador S, mnemônico do inglês “SET”, força uma variável booleana a ir para o estado lógico “1” se o acumulador estiver com o valor VERDADEIRO.
```
Operador R for
```

O operador R, mnemônico do inglês “RESET”, transfere o valor “0” para o conteúdo da memória do operando em questão.

#### Exemplo 4
Faça um programa na linguagem Ladder e Lista de Instruções que corresponda a um contato I1, normalmente aberto, conectado em paralelo a um contato I2, normalmente fechado, e um contato I3, normalmente fechado, em série com ambos. Conectado a este esquema está uma bobina “L” do tipo SET.
Solução:
Lista de Instruções:
LD                              I1
OR                             I2
ANDN                         I3
ST                               L
Ladder:
OPERAÇÕES ADIADAS

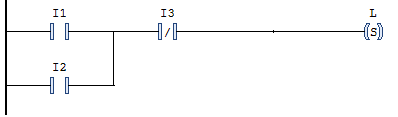
Figura 4: Solução Exemplo 4

Na linguagem LI (Lista de Instruções) existe apenas um registrador e, devido a isso, é possível que algumas operações sejam adiadas para alterar a ordem de execução das instruções. Para tal, são utilizados os parênteses, sendo “(“ para dizer que a instrução anterior será adiada e “)” para que a instrução que foi adiada, seja executada. Quando o código chega no operador “(“, o conteúdo do acumulador juntamente ao operador são colocados em uma pilha e assim que o código encontra o operador “)”, o último elemento da pilha é retirado e se dá sequência à operação que foi adiada com o conteúdo agora presente no acumulador.

### MNEMÔNICOS DE ALGUNS FABRICANTES
Antes da adoção da norma IEC 61131-3 os mnemônicos utilizados eram diferentes para cada fabricante de PLC, embora possuíssem algumas semelhanças. Com a norma muitos passaram a adotar os mesmo mnemônicos para facilitar a utilização aos usuários.
Há também variação na denominação do tipo de programação, por exemplo, a SIEMENS denomina Statement List (STL).
 A tabela abaixo apresenta algumas variações entre fabricantes.
| IEC 61131-3 | Mitsubishi | SIEMENS | OMRON   |
| LD          | LD         | LD      | LD      |
| LDN         | LDI        | LDN     | LD NOT  |
| AND         | AND        | A       | AND     |
| ANDN        | ANI        | NA      | AND NOT |
| OR          | OR         | O       | OR      |
| ORN         | ORI        | ON      | OR NOT  |
| ST          | OUT        | =       | OUT     |

Tabela 2: Diferença de mnemônicos de alguns fabricantes.

### TEMPORIZADORES
Na programação de PLC os temporizadores são uma importante ferramenta. Existem diversos tipos, entre eles temos o TON e TOF.
TON (Timer on-delay): consiste em um temporizador para ativar ou desativar uma saída após um tempo predeterminado. É ativado quando suas condições forem verdadeiras e, enquanto forem mantidas, o valor o acumulador irá aumentando ate atingir o valor determinado, ligando sua saída. Se as condições são interrompidas, o valor do acumulador será resetado. Um exemplo de utilização é:
            TON    T1,100
no qual T1 é o nome do temporizador e 100 o tempo, em milissegundos, determinado pelo usuário.
TOF (Timer off-delay): este temporizador é ativador ao detectar uma borda de descida. Sua saída ficará ativa enquanto o sinal for baixo e ate ele atingir o tempo predeterminado. Se o valor da entrada passa a ser alto novamente o temporizador é resetado independente do seu estado. Um exemplo da sua utilização é
            TOF    T2,400
no qual T2 é o nome do temporizador e 400 o tempo, em milissegundos, determinado pelo usuário
                  Outros temporizadores utilizados no IL são TP, TONA e TOFA.

### CONTADORES
Na programação IL existem três tipos de contadores CTU, CTD e CTUD.
            O CTU detecta as bordas de subida do sinal, cada vez que acontece é incrementado o valor do acumulador. Quando este atinge o valor predeterminado a saída é ligada.
            O CTD começara com o acumulador em um valor determinado e, cada vez que detectar uma borda de descida no sinal, será decrementado em uma unidade ate atingir o valor zero. Quando este é atingido a saída é ligado.
            O funcionamento do CTUD é igual ao do CTU porem possui também uma entrada que diminui o valor do acumulador. A saída somente será ligada quando o valor predeterminado for atingido.           